# Гизельберт II (граф Арденненгау)
Гизельберт (II) (нем. Giselbert, лат. Gisilberti; ок. 970 — 18 мая 1004) — граф в Арденненгау, сын Зигфрида, графа Люксембурга, и Гедвиги из Нордгау.

## Биография
Год рождения Гизельберта неизвестен. Его происхождение устанавливается по сообщению Титмара Мерзебургского, который называет Гизельберта братом императрицы Кунигунды, жены императора Генриха II Святого. Вероятно, Гизельберт был одним из младших сыновей графа Зигфрида Люксембургского.
Год рождения Гизельберта неизвестен. Впервые он упомянут в акте о пожертвовании монастырю Святого Максимина в Трире, датированном 996 годом. В этом документе говорится о том, что Гизельберт владел Валлерфангеном в Мозельгау.
Зигфрид Люксембургский умер в 998 году, после чего его владения были разделены между сыновьями. Гизельберт получил, вероятно, Арденненгау.
В 1004 году Гизельберт принял участие в итальянском походе Генриха II против Ардуина Иврейского. По сообщению Титмара Мерзебургского, во время битвы при Павии Гизельберт получил смертельную рану, что «крайне опечалило его соратников». От этой раны он и умер. Согласно Мерзебургскому некрологу, это произошло 18 мая.
Не известно, был ли Гизельберт II женат и были ли у него дети.